# Blepharicera pusilla
Blepharicera pusilla är en tvåvingeart som beskrevs av Peter Zwick 1990. Blepharicera pusilla ingår i släktet Blepharicera och familjen Blephariceridae. Inga underarter finns listade i Catalogue of Life.